# Bâtiment de la Naftna industrija Srbije

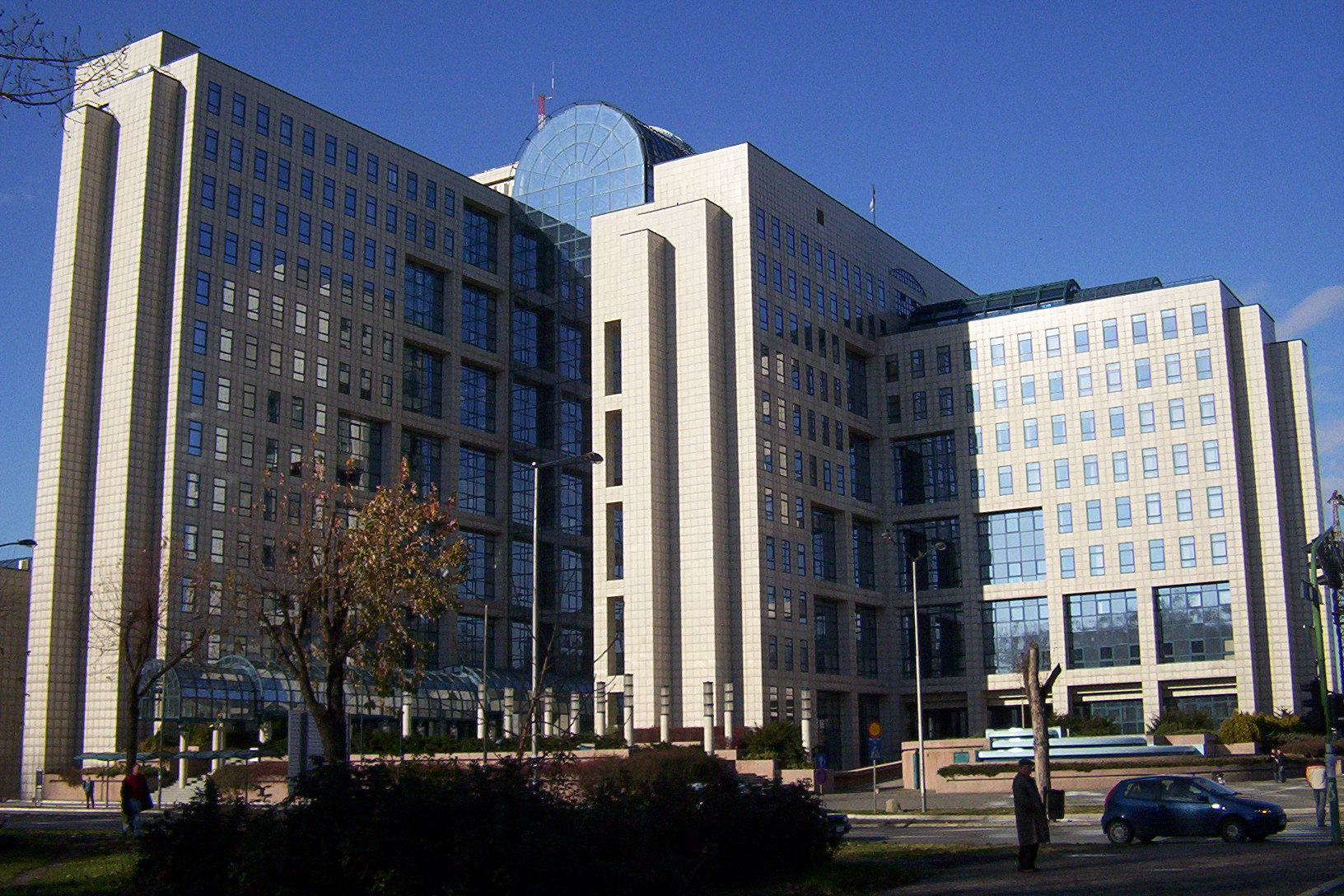
L'entrée principale du bâtiment de la NIS, vue de la rue Narodnog Fronta

Le bâtiment de la NIS est le siège social de la Naftna Industrija Srbije (en serbe cyrillique Нафтна Индустрија Србије), « l'industrie pétrolière de Serbie ». Il est situé à Novi Sad, qui est, par sa population, la seconde ville de Serbie. 
La construction du bâtiment de la Naftna industrija Srbije a commencé au début des années 1990, pour se terminer en 1998. L'édifice est un des bâtiments phares de la ville de Novi Sad. Il est situé dans un quartier connu sous le nom de Liman III, de l'autre côté du parc Liman (Limanski park), sur la rue Narodnog Fronta et le Bulevar oslobođenja.
Le bâtiment est souvent appelé Karingtonka, le building des Carrigton dans Dynastie, en raison d'un luxe parfois jugé ostentatoire.